# Povl Kristian Mortensen
Povl Kristian Mortensen (født 4. februar 1964), ofte blot kaldet Povl Kristian, er en dansk komponist og producer. Han er især kendt for at have lavet musikken til film som En kort en lang, Pusher og Sover Dolly på ryggen. Han har også produceret flere plader, blandt andet Lars H.U.G.'s 10 sekunders stilhed (2014). Dokumentarfilmen Hugland (2016) handler om indspilningen af dette album.

## Film (komponist)
- To mand i en sofa (1994)
- Pusher (1996)
- Let's get lost (1997)
- Seth (1999)
- En kort en lang (2001)
- Comeback (2008)
- Se min kjole (2009)
- Sover Dolly på ryggen (2012)
- Præsidenten fra Nordvest (2017)[2]